# Arambagh KS
Arambagh KS – klub piłkarski z Bangladeszu z siedzibą w stolicy kraju, Dhace. Gra na stadionie Bangabandhu National Stadium. Obecnie występuje w I lidze.
W sezonie 2010/2011 zespół zajął 7. miejsce.